# Krokodilfélék
A krokodilfélék (Crocodylidae) a hüllők (Reptilia vagy Sauropsida) osztályába és a krokodilok (Crocodilia) rendjébe tartozó család. A dinoszauruszokkal egyidős rend, élő kövületeknek tekinthetők.

## Rendszerezés
A családba az alábbi nemek és fajok tartoznak.

### Krokodilformák
A krokodilformák Crocodylinae alcsaládjába 2 nem tartozik
- Crocodylus (Laurenti, 1768) – 12 faj
  - hegyesorrú krokodil (Crocodylus acutus)
  - páncélos krokodil (Crocodylus cataphractus)
  - orinocói krokodil (Crocodylus intermedius)
  - Johnson-krokodil (Crocodylus johnsoni)
  - Mindoro-krokodil (Crocodylus mindorensis)
  - púpos krokodil (Crocodylus moreletii)
  - nílusi krokodil (Crocodylus niloticus)
  - új-guineai krokodil (Crocodylus novaeguineae)
  - mocsári krokodil (Crocodylus palustris)
  - bordás krokodil (Crocodylus porosus)
  - rombuszkrokodil (Crocodylus rhombifer)
  - sziámi krokodil (Crocodylus siamensis)

- Osteolaemus (Cope, 1861) – 1 faj
  - tompaorrú krokodil (Osteolaemus tetraspis)

### Tomistominae
A Tomistominae alcsaládjába 1 nem tartozik  
- Tomistoma (S. Müller, 1846) – 1 faj
  - Szunda-krokodil (Tomistoma schlegelii) S. Müller 1838

### Mekosuchinae
- Kihalt alcsalád